# Willy Rizzo
Pour les articles homonymes, voir Rizzo.
Willy Rizzo, né Eros Rizzo le 21 octobre 1922 à Naples et mort le 25 février 2013 dans le 13e arrondissement de Paris, est un photographe et designer italien.

## Biographie
Petit-fils de magistrats napolitains, Willy Rizzo se passionne très jeune pour la photographie. À douze ans, il réalise ses premiers clichés et fait le portrait de ses camarades de classe du lycée italien de la rue Sédillot à Paris avec l’appareil Agfa Box que lui a offert sa mère.

### L’entrée dans les grands studios de cinéma
Dès 1944, il s’achète un Rolleiflex. Son idole est le photographe des magazines Vu et Le Détective, Gaston Paris qui lui dit un jour : « … quand tu prends une photo, pense que tu fais un Fragonard ! Mais dans certains cas, appuie et pense après. ».
Willy Rizzo pénètre dans le monde du cinéma, et fréquente les studios de Billancourt et de Joinville notamment. Il photographie les vedettes qui s'enthousiasment pour son style. Ses photos sont publiées par Ciné Mondial, Point de Vue, puis Images du Monde. Il couvre le Procès de Nuremberg en 1945/46.
En 1947, il fait son premier séjour aux États-Unis pour le compte de l’agence anglaise Blackstar.

### Le travail pour le magazinePoint de Vue
Il est engagé par Point de Vue et réalise ses premiers reportages. Il part en Tunisie sur la ligne Mareth, d'où il rapporte un reportage sur les carcasses de chars, publié par LIFE.
Après la guerre, il travaille pour France Dimanche, couvre le premier Festival de Cannes. Il voyage aux États-Unis.
Willy Rizzo photographiera la plupart des grandes vedettes des années 1945 à 1970 : Brigitte Bardot, Marilyn Monroe, Maria Callas, Sarah Vaughan, Gregory Peck…
Quand il rentre en France en 1949, il est embauché à la création de Paris Match, pour lequel il réalise la première couverture en couleur avec une photographie de Winston Churchill.

### Paris Matchet la guerre d’Indochine
Rizzo est envoyé en 1952 en Indochine, avec un Leica 35 mm, deux Rolleiflex, quatre flashs électroniques et une chambre Linhof.
Philippe Boegner, directeur de Paris Match, voulait obtenir « des images différentes » ou inattendues, ce que ne permettaient pas les photos produites par les photographes de l’Armée française dans un but de propagande.
Rizzo rencontre les généraux de Lattre de Tassigny et Salan et le commandant Bigeard, et il est le premier journaliste à pénétrer dans un camp de prisonniers Vietminh.
Il couvre les combats du Tonkin à la fin de 1952 et photographie aussi des tranchées, clichés jusque-là évités par l'Armée car évoquant trop ceux de la Première Guerre mondiale et ses bourbiers, qui seront interdits de diffusion. 
Même si les articles de son collègue Philippe de la Baleine sont souvent plus favorables à l'armée française,, ses photos déplaisent, agacent le commandement militaire, qui les considère « spectaculaires ».
Selon Le Monde, le général Salan, encore à la tête de l'armée en Indochine, a même déclaré : « Si je revois Rizzo en Indochine, je l'encule devant mon bataillon », car le photoreporter a réussi, selon le quotidien, à montrer qu'en Indochine la France menait « une guerre et pas une opération de police ».
Il rentre en Europe photographier les stars et assurer la plupart des clichés de mode du journal. Paris-Match publie le 28 mars 1953 une série de photos artistiques de Willy Rizzo : Picasso dessinant sur un tableau noir une tête de chèvre avec des craies de couleur. Il  fera également la couverture de Paris Match en mars 1958 avec le tout jeune Yves Saint Laurent et son mannequin fétiche Victoire.

### Personnage de Tintin
Au début des années 1960, il est à Milan, chez la Callas, qui hurle : « On a volé mon émeraude ! »  et se rend compte que le personnel suspecte le photographe et son assistant,.
Ce reportage sur Maria Callas a inspiré Hergé – qui a eu vent de l'anecdote dans les couloirs de Paris Match  – pour un de ses personnages, le photographe Walter Rizotto, travaillant pour le magazine fictif Paris-Flash. Son collègue Jean-Loup de la Batellerie, inspiré par le véritable reporter de Paris-Match Philippe de Baleine et lui, apparaissent longuement dans Les Bijoux de la Castafiore, inspirant même la trame de l'album, mais aussi d'autres albums de Tintin, souvent sur le ton de la dérision car leurs articles sensationnalistes comportent des erreurs factuelles.

### Directeur artistique deMarie-Claire
En 1959, il devient directeur artistique de Marie-Claire et travaille pour le magazines de mode Vogue. Alors que Roger Thérond voulait faire un sujet sur les signes du zodiaque avec des starlettes devant les tapisseries de Jean Lurçat, il dit non. L'idée ne lui a pas plu et il décide de faire un sujet avec de grandes personnalités de l'Art avec sa mise en scène. Cela donna, par exemple, une très belle séance de photographies avec Coco Chanel et Le Lion en 1960, dans ses studios.

### L'installation à son compte, en 1968

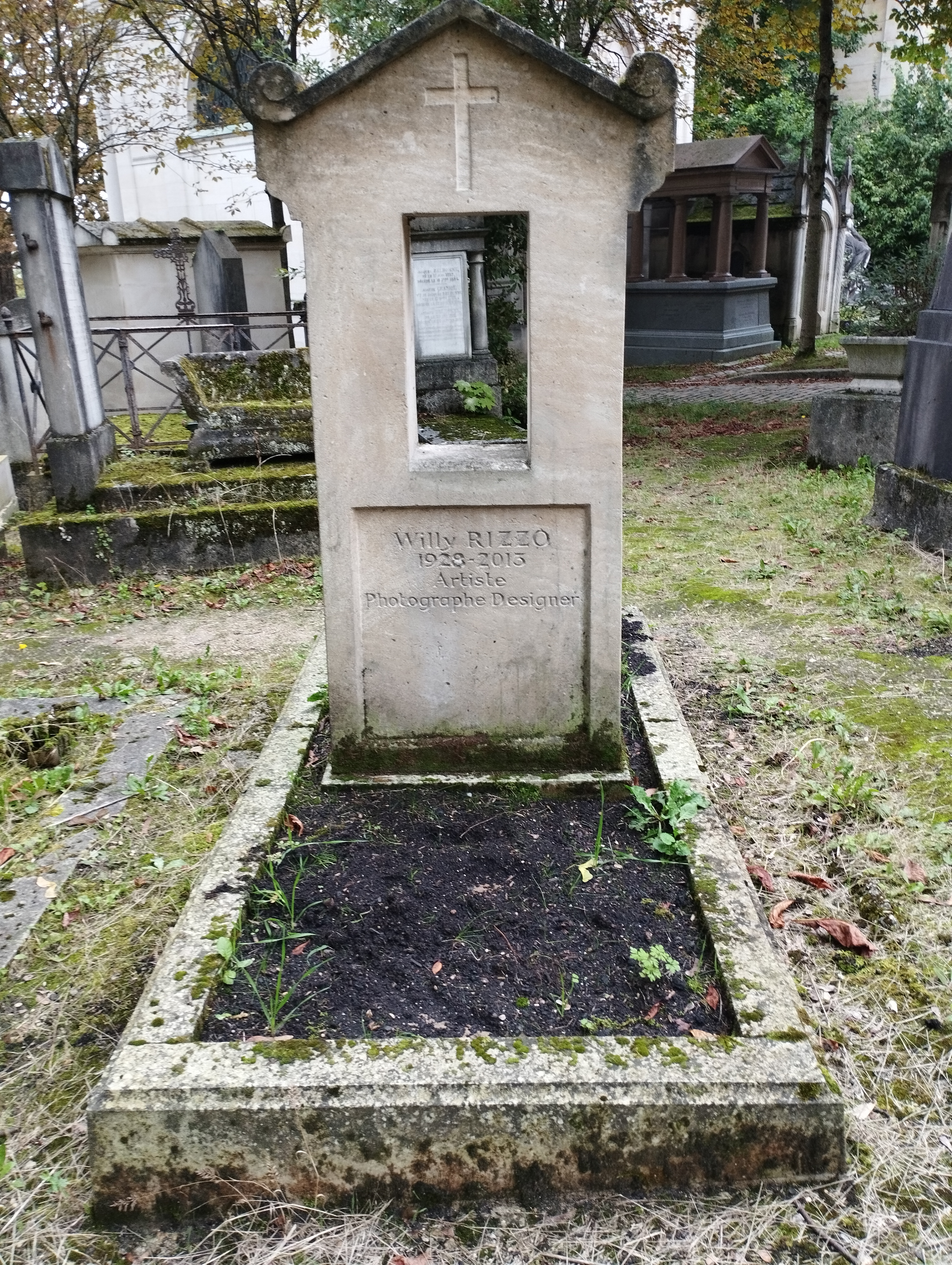
Tombe de Willy Rizzo au cimetière du Père-Lachaise (division 21).

En 1968, il part vivre à Rome et commence son travail de designer, d'abord pour ses besoins personnels. Il parvient à créer sa propre collection, influencé par de grands noms comme Le Corbusier. Il crée sa société, qui a compté jusqu'à 150 salariés.
Une dizaine d'années plus tard, il délaisse son activité de designer pour rentrer en France et retourner à sa première passion, la photographie.
Willy Rizzo meurt le 25 février 2013, à 84 ans, à Paris. Il est inhumé au cimetière du Père-Lachaise (21e division),.

## Vie privée
Willy Rizzo a été marié à Andrée Glickson,, ancienne modèle chez Chanel, avec laquelle il a eu deux enfants, Philippe et Sophie, puis en deuxièmes noces avec l'actrice italienne Elsa Martinelli.
De 1979 à sa mort, il a été marié à Dominique Rizzo avec laquelle il a eu trois enfants, Willy Rizzo Jr., Camilla et Gloria.

## Collections
(liste non exhaustive)
- Art Photo Expo, New York - Miami, USA
- Musée de l'Armée, Hôtel national des Invalides, Paris, France[14] : Indochine (1952)

## Expositions
Willy Rizzo ouvre une galerie de photographies et design 12, rue de Verneuil à Paris.

### Personnelles
- 2020, "POP !", Studio Willy Rizzo, Paris.
- 2019, "Paris est une fête", Studio Willy Rizzo, Paris.
- 2018, "Picasso dans l’œil de Willy Rizzo", Studio Willy Rizzo, Paris.
- 2018, "La mode pure", Studio Willy Rizzo, Paris.
- 2017, "La Guerre dʼIndochine", Studio Willy Rizzo, Paris.
- 2017, "La Belle Histoire de Saint-Tropez", Studio Willy Rizzo, Paris.
- 2017, "Rendez-vous à Cinecittà", Studio Willy Rizzo, Paris.
- 2017, Galerie Dumonteil, San Francisco - USA
- 2017, « La belle Histoire de Saint Tropez », Hôtel de Paris, Saint-Tropez - France
- 2017, « Chanel par Willy Rizzo », Leica gallery, Salzbourg - Autriche
- 2016, "Bad Boys", Studio Willy Rizzo, Paris.
- 2016, "Privé", Studio Willy Rizzo, Paris.
- 2016, « The genius of Willy Rizzo », Vassie gallery, Amsterdam, Pays Bas
- 2016, « Les contes de Perrault », Galerie Dumonteil, Shanghai - Chine
- 2016, « Chanel par Willy Rizzo », Chateau Marmont, Los Angeles, USA
- 2016, « Chanel par Willy Rizzo », Accademia gallery, Monaco - France
- 2016, « Chanel par Willy Rizzo », Grimaldi Forum, Monaco, France
- 2016, « Chanel par Willy Rizzo », Galerie Dumonteil, New-York, USA
- 2015, "Les Bals de Légende", Studio Willy Rizzo, Paris.
- 2015, "Chanel par Willy Rizzo", Galerie Patrick Gutknecht, Genève.
- 2014, "Je reviens dʼ Hollywood", Studio Willy Rizzo, Paris.
- 2014, PARIS PHOTO, Galerie Eric Franck, Paris
- 2014, Exposition à lʼoccasion de la sortie du livre « Willy Rizzo », Bon Marché, Paris, France
- 2014, Exposition à lʼoccasion de la sortie du livre « Willy Rizzo », Artazart, Paris, France
- 2014, Artcurial, Paris, France
- 2014, "Willy Rizzo photographe et designer", Galerie Patrick Gutknecht, Genève.
- 2013, "RIO de Janeiro par Rizzo", Studio Willy Rizzo, Paris.
- 2013, "Cultura Audaciosa", Studio Willy Rizzo, Paris.
- 2013, "Les Instants Chanel", Studio Willy Rizzo, Paris.
- 2013, "Les plus belles femmes du monde", Studio Willy Rizzo, Paris.
- 2013, « Les plus belles femmes du monde », Galerie Patrick Gutknecht, Genève.
- 2013, « Le Deauville de Willy Rizzo », Les Planches de Deauville, Deauville - France
- 2013, "L'oeil de Willy Rizzo", Galerie Patrick Gutknecht, Genève.
- 2012, "Funny faces", Studio Willy Rizzo, Paris.
- 2012, "Willy et sa tribu", Studio Willy Rizzo, Paris.
- 2012, "Danse avec Willy", Studio Willy Rizzo, Paris.
- 2012, « Le Corbusier by Willy Rizzo », Fondation Le Corbusier, Paris, France
- 2012, « Willy Rizzo no Brasil », MUBE, Sao Paulo, Brésil
- 2011, "Snapshots", Studio Willy Rizzo, Paris.
- 2011, "Témoignage", Studio Willy Rizzo, Paris.
- 2011, "Les rôles de leur rêve", Studio Willy Rizzo, Paris.
- 2010, "Les Contes de Perrault", Studio Willy Rizzo, Paris.
- 2010 : « Des personnalités dans leur intimité », Studio Willy Rizzo, Paris.
- 2010, "CLOSE UP", Studio Willy Rizzo, Paris.
- 2009, Mallett Gallery, Londres, Angleterre
- 2009, Mallett Gallery, New York, USA
- 2009 PARIS PHOTO, Galerie Eric Franck, Paris, France
- 2009, Grimaldi Forum, Monaco
- 2006, Musée Jacquemart-André, Paris - France
- 2005, « Willy Rizzo autour de la mode à Paris », Galerie Eric Allard, Paris - France
- 2005, Zurab Tsereteli Gallery of Arts, Moscou
- 2003, Galerie Agathe Gaillard
- 2002, Médiathèque Jacques Baumel, Rueil - Malmaison
- 1998, Monique Knowlton gallery, New York
- 1996, Galerie Agathe Gaillard, Paris, France
- 1996 Bukamura gallery, Tokyo, Japon
- 1991, Galerie Agathe Gaillard, Paris - France
- 1990, Brawn gallery, Paris, France

### Collectives
- 2017, « Obsession Marlène », MEP, Paris, France
- 2014, « Indochine, des territoires et des hommes », Musée de lʼArmée, Paris, France
- 2010, « LʼIndochine en Guerre », Musée Nicéphore Niepce, Châlon sur Saône, France
- 2010, « Une vie de Photographe », Salon de la Photo, Paris, France
- 2010, « Classic French », Staley & Wise gallery, New York, USA
- 2007, « Deneuve vue par... », Galerie Obsis, Paris, France
- 2006, Galerie Eric Allard, Paris, France
- 2006, Staley + Wise Gallery, New York
- 2005, « La vie rêvée de Françoise Sagan », Mairie de Saint-Tropez, Saint-Tropez - France
- 2005, Rotonda della Besana, Milan

## Publications
Liste non exhaustive
- Starsociety, éditions Schirmer Mosel, 1994
- Mes stars : L'Album secret de Willy Rizzo, texte de Jean-Pierre de Lucovich, éditions Filipacchi, 2003  (ISBN 978-2850187728)
- Willy Rizzo, photos et textes de Willy Rizzo, contrejour, 2014
- Chanel par Willy Rizzo, textes de Fabrice Gaignault, Edmonde Charles-Roux, Olivier Saillard, Arnold de Contades et Danniel Rangel, éditions Minerve, 2015.